# Stephen Brady
Stephen Brady (12 maart 1969) is een Ierse schaker met een FIDE-rating van 2331 in 2005 en 2357 in 2016. Hij is FIDE meester. 
Hij werd 9 keer nationaal Iers kampioen, soms gedeeld met een andere speler, in de volgende jaren: 1991, 1992, 2001, 2003, 2006, 2007, 2011, 2012 en 2015.
Ook in juli 2005 speelde hij mee in het toernooi om het kampioenschap van Ierland; toen eindigde hij met 7 uit 9 op de tweede plaats.
Zijn favoriete opening is het Koningsgambiet.